# Олексій Данилович Безкровний

Пам'ятник отаману Безкровному в Анапі

Олексій Данилович Безкровний (1785–09.11.1833) — військовик, генерал-майор, наказний отаман Чорноморського козацького війська.
Отримав домашню освіту. 1800 вступив на військову службу, 1803 за хоробрість у боях з горцями став сотенним осавулом. 24 жовтня 1808 отримав чин хорунжого. 1811 Б. як одного з хоробрих козаків було вибрано в лейб-гвардійську Чорноморську сотню, у складі якої він брав участь у боях з французькими військами влітку 1812, відзначившись у Бородінській битві 1812. Від грудня 1812 на чолі Чорноморської сотні брав участь у захопленні м. Юрбург (нині м. Юрбаркас, Литва), 8 і 9 травня 1813 у битві під м. Баутцен (нині ФРН). У Битві народів під Лейпцигом 1813 Олексія Безкровного тяжко поранено, все ж він брав участь ще в 12 боях. 1816 йому надано чин штаб-ротмістра, 1817 — ротмістра. Указом від 27 жовтня переведено з лейб-гвардії в Чорноморське військо в чині підполковника. 20 квітня 1818 присвоєно звання полковника. 1821 командував 9-м козацьким полком. 1822 і 1823 брав участь у закубанських походах у загоні Власова. 16 травня 1823 призначено командиром 3-го кінного полку, з яким до листопада 1826 перебував на території Польщі. 27 вересня 1827 призначено отаманом Чорноморського козацького війська у битвах. Під час російсько-турецької війни 1828—1829 очолював особливий Таманський загін. За хоробрість і розпорядливість у бою під Анапою (нині місто Краснодарського краю, РФ) присвоєно військове звання генерал-майора і нагороджено орденом св. Георгія 4-го ст. Від ран Олексій Безкровний тяжко захворів і невдовзі помер.